# Laika Party
A Laika Party (magyarul: Lajka parti / Mint egy parti) a norvég Emmy dala, mellyel Írországot képviselte a 2025-ös Eurovíziós Dalfesztiválon Bázelben. A dal 2025. február 7-én, az ír nemzeti döntőben, az Eurosongban megszerzett győzelemmel érdemelte ki a dalversenyen való indulás jogát.

## Eurovíziós Dalfesztivál
A dalt eredetileg a norvég Melodi Grand Prix nemzeti döntőbe nevezték be, azonban itt nem választották ki a döntős mezőnybe. Ezt követően 2025 januárjában vált hivatalossá, hogy az énekesnő dala bekerült az Eurosong ír nemzeti döntő mezőnyébe, lévén, hogy az egyik szerzője, Larissa Tormey ír származású. A dal 2025. február 7-én megnyerte az ír dalversenyt, ahol a nemzeti és nemzetközi zsűri, valamint a nézők szavazatai által összesítésben az első helyet érte el, így ez a dal képviselheti Írországot a Eurovíziós Dalfesztiválon.
A dalt először a május 15-én rendezett második elődöntőben, fellépési sorrendben harmadikként adja elő, a Montenegrót képviselő Nina Žižić Dobrodošli című dala után és a Lettországot képviselő Tautumeitas Bur man laimi című dala előtt. Az elődöntőben a nézői szavazatok pontjai alapján a dal nem jutott tovább a május 17-én megrendezésre került döntőbe.

## Dalszöveg
| I hope Laika never died and that she spins around us still And that she has a party in the air and always will I hope that she is dancing every night among the stars I hope Laika is alive Laika party in the sky – A dal refrénje | Remélem, Lajka soha nem halt meg, és még mindig körülöttünk kering És hogy buli van a levegőben, és mindig is az lesz Remélem, minden este a csillagok között táncol Remélem Lajka életben van Mint egy parti / Lajka parti az égen – A dal refrénje magyarul |

## Galéria

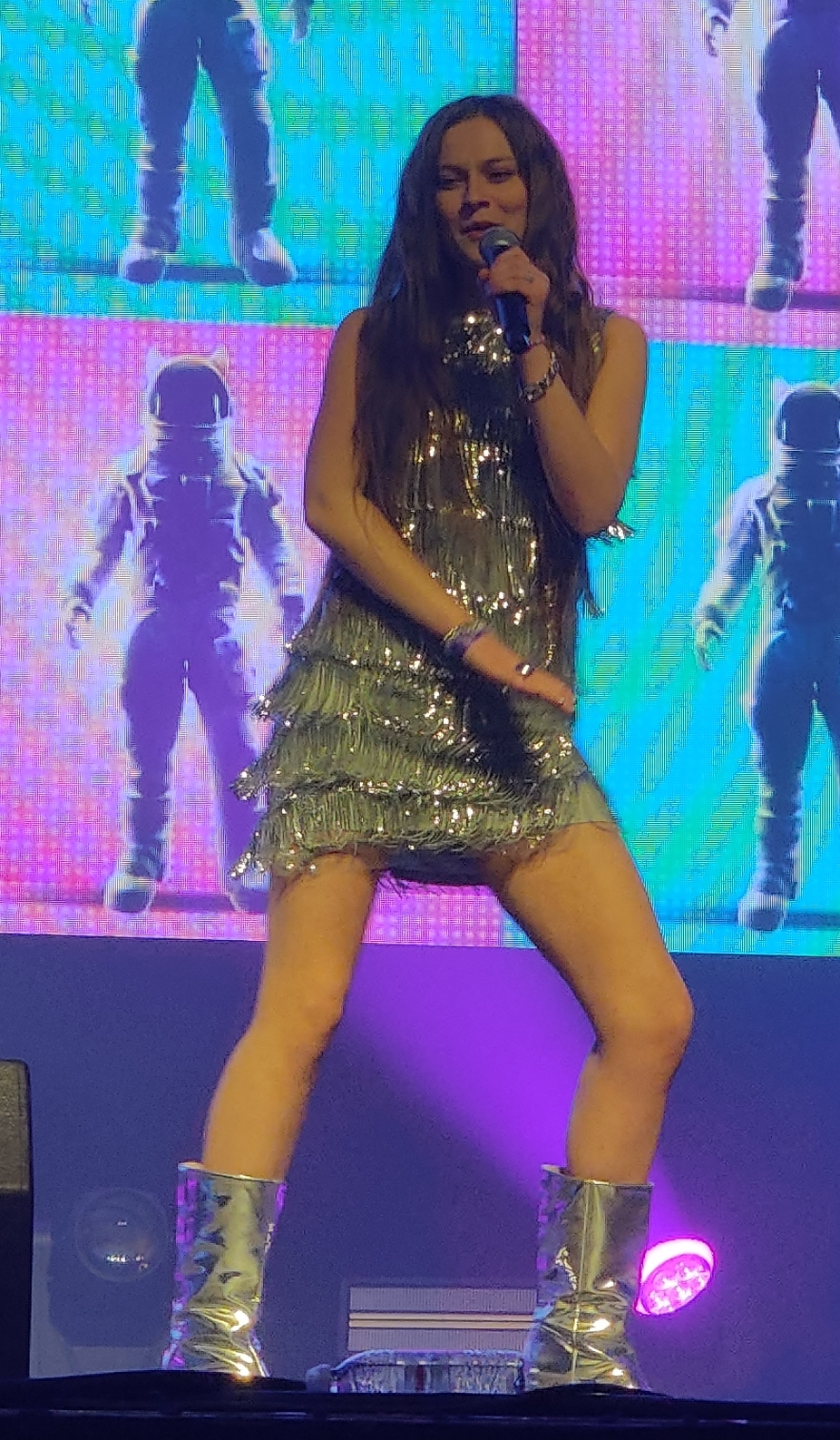
Az amszterdami Eurovíziós partin
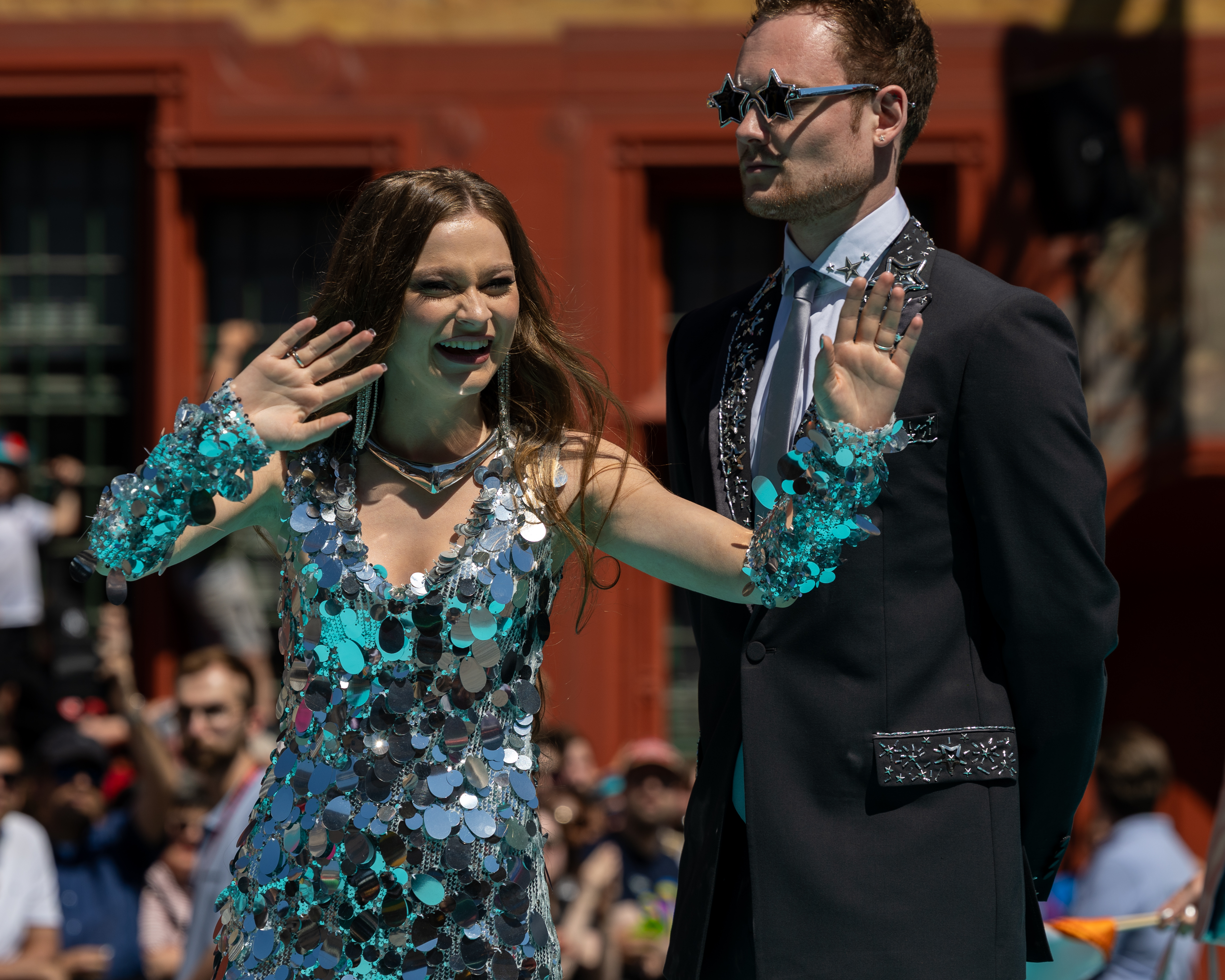
A megnyitóünnepségen
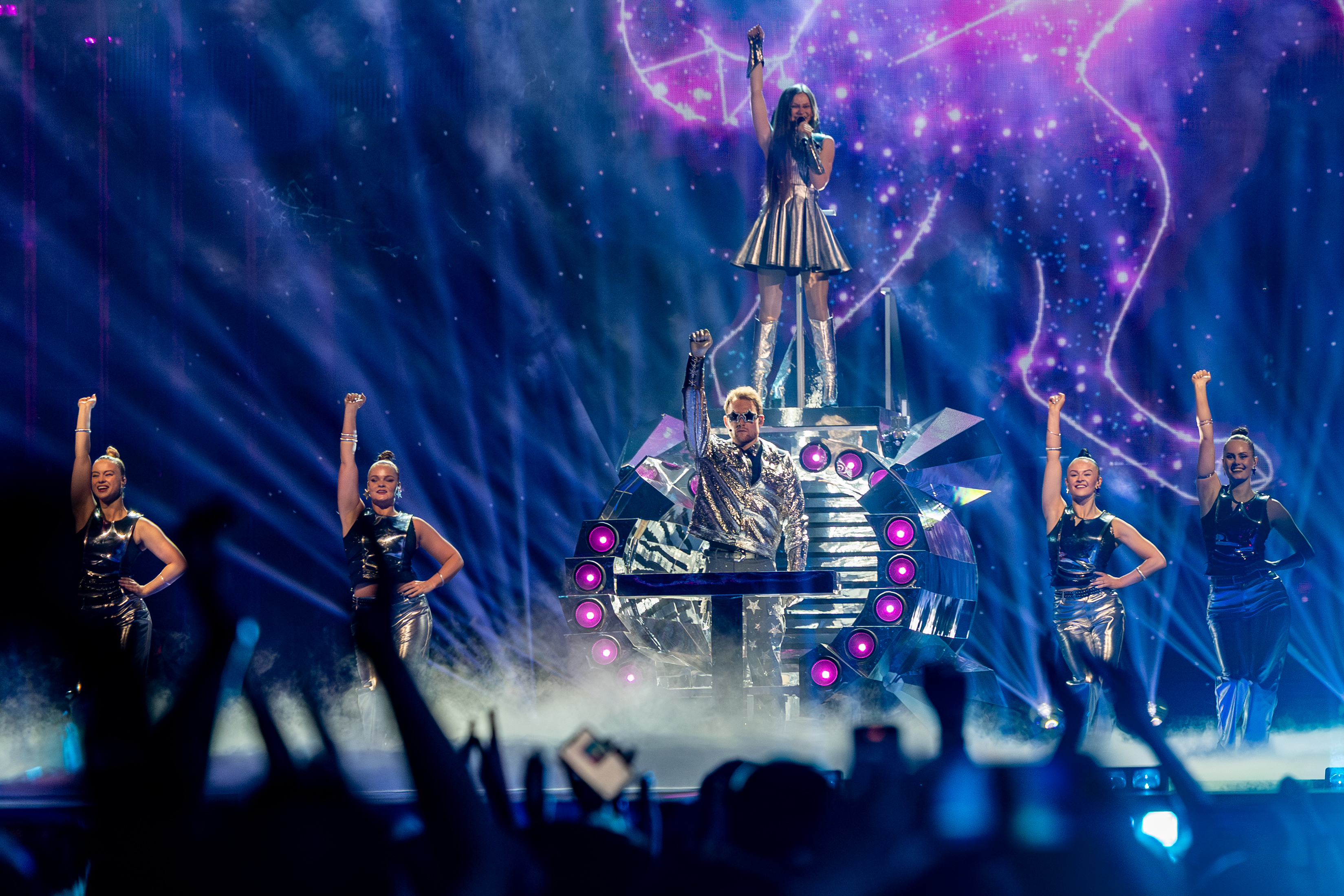
Az elődöntőben